# DVB-S
La norme DVB-S (Digital Video Broadcasting - Satellite) est une normes de télévision numérique. C'est l'application de la norme DVB aux transmissions par satellite. Le développement de la norme s'est fait de 1993 à 1997 avec une première version publiée en 1994. La première application commerciale a été mise en place par Canal+ pour la France, permettant ainsi la diffusion de la télévision numérique par satellite au grand public.
Cette norme tient compte des caractéristiques d'une transmission satellite :
1. La bande disponible est relativement large : 36 MHz,
2. Canal de type AWGN (Additive White Gaussian Noise),
3. Signal fortement atténué et dominé par le bruit,
4. Transmission en ligne directe.

Il faut donc utiliser une transmission efficace à faible rapport signal à bruit : on utilise une modulation QPSK associée à des codes évolués : un codage convolutif (efficace pour réduire le taux d'erreur) suivi d'un entrelaceur et d'un code de Reed-Solomon.
Des fabricants commercialisent en Europe des télévisions avec tuners DVB intégrés mixtes (DVB-T/DVB-S). Ces appareils permettent aux téléspectateurs de recevoir directement sans récepteur externe les chaînes de TV en clair (ou cryptées avec l'interface commune DVB-CI), par satellite, en MPEG 4 AVC ou MPEG 2, en HD ou SD.
Une nouvelle version DVB-S2 (Digital Video Broadcasting - Satellite 2) existe depuis maintenant quelques années, elle est beaucoup utilisée pour les transmissions HD.
Les récepteurs DVB-S2 sont compatibles avec les émissions DVB-S, mais pas l'inverse.